# Benjamin Dibrani
Benjamin Dibrani (* 9. Februar 2004) ist ein deutscher Fußballspieler.

## Karriere
Dibrani begann seine Karriere beim SSV Jahn Regensburg. Zur Saison 2018/19 wechselte er in die Jugend des FC Bayern München. Bei den Bayern spielte er ab der Saison 2020/21 für die B-Junioren, ab der Saison 2021/22 kam er für die A-Junioren zum Einsatz. Für die U-19-Mannschaft lief er zudem auch in der UEFA Youth League auf. Im Mai 2023 debütierte er für die Reserve der Münchner in der Regionalliga. Dies sollte in der Saison 2022/23 zugleich sein einziger Einsatz in der vierthöchsten Spielklasse bleiben.
Zur Saison 2023/24 wurde Dibrani fester Bestandteil des Regionalligateams. Nach zwei Einsätzen zu Saisonbeginn wurde er im August 2023 allerdings an den österreichischen Zweitligisten Schwarz-Weiß Bregenz verliehen. Sein Debüt in der 2. Liga gab er im September 2023, als er am neunten Spieltag jener Saison gegen den Floridsdorfer AC in der Startelf stand. Während der Leihe kam er zu 17 Zweitligaeinsätzen.
Im Januar 2025 wechselte er nach Slowenien zum FC Koper.